# Azercosmos
Azercosmos (aserbaidschanisch Azərbaycan Respublikasının Kosmik Agentliyi Azərkosmos) ist eine der beiden Weltraumbehörden der Republik Aserbaidschan. Sie untersteht dem Ministerium für Digitales und Verkehr.
Direktor der Behörde mit Hauptsitz im Bezirk Səbail der Hauptstadt Baku ist seit 2021 der Betriebswirt Samaddin Asadov.

## Geschichte
Die aserbaidschanische Raumfahrtindustrie hat ihre Anfänge im Jahr 1974, als in Baku das „Südost-Zentrum für die Erkundung natürlicher Ressourcen mit Erdbeobachtungssatelliten“ gegründet wurde. Gleichzeitig wurde an der Akademie der Wissenschaften der Aserbaidschanischen Sozialistischen Sowjetrepublik ein Konstruktionsbüro für Weltrauminstrumente (Kosmik cihazqayırma məxsusi konstruktor bürosu) eingerichtet. Daraus ging 1981 die „Wissenschaftliche Produktionsvereinigung für Weltraumforschung“ (Kosmik Kəşfiyyat Elmi İstehsalat Birliyi) hervor. Bekanntestes Produkt der damaligen Zeit ist das Spektrometer PulsarX-1 zur Untersuchung von Röntgen- und Gammastrahlungsquellen, das auf den Raumstationen Saljut 7 und Mir eingesetzt wurde. Nach dem Zerfall der Sowjetunion löste Präsident Ayaz Mütəllibov die Produktionsvereinigung für Weltraumforschung 1992 per Erlass aus der Akademie der Wissenschaften heraus und wandelte sie in die Nationale Luft- und Raumfahrtbehörde Aserbaidschans (Azərbaycan Milli Aerokosmik Agentliyi, kurz „AMAKA“, später „MAKA“) um. 2006 unterstellte Präsident İlham Əliyev die MAKA mit Hauptsitz im Stadtbezirk Binəqədi von Baku dem Ministerium für Verteidigungsindustrie.
Die heutige Behörde Azercosmos geht zurück auf eine Initiative des damaligen Ministeriums für Kommunikation und Informationstechnik aus dem Jahr 2008. Dort war man zu der Erkenntnis gelangt, dass ein eigener aserbaidschanischer Kommunikationssatellit bessere Verbindungen und eine höhere Informationssicherheit bieten würde als die bisherige Nutzung ausländischer Satelliten.
Damals lag die zur Verfügung stehende Datenübertragungskapazität über Satellit in Aserbaidschan bei 120 Mbit/s, angestrebt wurden 1700 Mbit/s. Politisch flankiert wurde dies von İlham Əliyev, der dem Ministerium im November 2008 den offiziellen Auftrag erteile, geeignete Maßnahmen hinsichtlich des Starts von Telekommunikationssatelliten zu ergreifen.
Noch 2008 trat das Ministerium mit der Internationalen Fernmeldeunion in Verhandlungen über die Zuteilung von Frequenzen und einer geostationären Orbitalposition ein (erste Voranfragen hatte es bereits 2006 gegeben). Parallel dazu erarbeitete das Ministerium für Kommunikation und Informationstechnik den Entwurf für ein staatliches Programm zur Schaffung und Entwicklung einer Raumfahrtindustrie in der Republik Aserbaidschan aus (Azərbaycan Respublikasında kosmik sənayenin yaradılması və inkişafı üzrə Dövlət Proqramı), der im August 2009 von Əliyev per Präsidialerlass genehmigt wurde. In dem Dokument wurden Informations- und Kommunikationstechnologien zu einem Schwerpunktbereich erklärt, der nach der Ölindustrie zum zweitwichtigsten Wirtschaftszweig Aserbaidschans werden sollte.
Am 3. Mai 2010 ordnete Präsident Əliyev schließlich die Gründung der Azercosmos ASC (Azərkosmos Açıq Səhmdar Cəmiyyəti) unter dem Dach des Ministeriums für Kommunikation und Informationstechnik an. Bei der Rechtsform handelte es sich um eine Offene Aktiengesellschaft, vergleichbar der russischen Publitschnoje Akzionernoje Obschtschestwo, die Aktien befanden sich jedoch im Staatsbesitz. Unternehmensgegenstand von Azercosmos waren Start, Betrieb und Vermarktung von Kommunikationssatelliten.
Aserbaidschans erster Kommunikationssatellit Azerspace-1, seinerzeit wegen des abgedeckten Gebiets als „Azerspace/Africasat-1a“ bezeichnet, wurde von der amerikanischen Orbital Sciences Corporation in Dulles, Virginia gebaut; der Start am 7. Februar 2013 erfolgte mit einer Ariane 5 vom europäischen Raumfahrtzentrum Guayana.
Im Dezember 2014 erweiterte Azercosmos sein Geschäftsfeld, indem es den von Airbus Defence and Space gebauten und im Juni 2014 gestarteten Erdbeobachtungssatelliten SPOT 7 von der Betreiberfirma Spot Image (eine Tochtergesellschaft von Airbus) erwarb und in „Azersky“ umbenannte. Bei dieser Gelegenheit wurde auch vereinbart, dass Azercosmos gemeinsam mit Spot Image den neu erworbenen Satelliten und dessen Vorgänger SPOT 6 als Konstellation betreiben würde, und dass in Baku ein entsprechendes Bodensegment gebaut werden sollte, das es Azercosmos auch ermöglicht, Bilder der ebenfalls von Airbus gebauten und betriebenen Erdbeobachtungssatelliten Pléiades 1A und 1B zu empfangen.
Nachdem das Ministerium für Kommunikation und Informationstechnik 2017 zum Ministerium für Verkehr, Kommunikation und Hochtechnologien erweitert worden war, wurde die Azercosmos ASC auf Anordnung von Präsident Əliyev aus diesem Ministerium herausgelöst und dem Ministerkabinett der Republik Aserbaidschan direkt unterstellt.
2021 wandelte Əliyev die Azerkosmos ASC dann per Präsidialerlass in eine Öffentliche juristische Person um und unterstellte sie wieder dem Ministerium für Verkehr, Kommunikation und Hochtechnologien (das er in „Ministerium für Digitales und Verkehr“ umbenannte).
„Öffentliche juristische Person“ (publik hüquqi şəxs) ist in Aserbaidschan die Rechtsform von Organisationen, die keine staatliche Körperschaft sind, aber Tätigkeiten von nationaler Bedeutung ausüben. Die offizielle Bezeichnung von Azercosmos lautet seitdem „Weltraumbehörde der Republik Aserbaidschan“ (Azərbaycan Respublikasının Kosmik Agentliyi). Azercosmos ist jedoch weiterhin kommerziell orientiert – die Behörde soll sich aus Einnahmen von Satellitendiensten nach Möglichkeit selbst finanzieren und eventuelle Gewinne bei einem entsprechenden Beschluss des Ministerkabinetts in den Staatshaushalt überführen.

## Struktur
Azercosmos wird von einem vom Präsidenten der Republik Aserbaidschan ernannten Direktor und zwei vom Ministerium für Digitales und Verkehr ernannten stellvertretenden Direktoren geleitet. Unterhalb des Vorstands, der von einem Berater für internationale Beziehungen unterstützt wird, gibt es folgende Abteilungen:
- Finanzabteilung
- Rechtsabteilung
- Personalabteilung und Archiv
- Absatzwirtschaft
- Kundenbetreuung
- Strategische Geschäftsfeldentwicklung
- Informationstechnik
- Forschung und Entwicklung
- Satelliten und Bodenstationen
- Geoinformationssystem

## Satelliten
Die Verbindung mit dem Erdbeobachtungssatelliten Azersky brach im April 2023 ab und konnte nicht wieder hergestellt werden. Am 20. April 2023 gab das Ministerium für Digitales und Verkehr den Satelliten offiziell auf.
Ende 2023 betrieb Azercosmos noch zwei geostationäre Kommunikationssatelliten:
| Name        | Startzeitpunkt (UTC)     | Trägerrakete | Startplatz | Satellitenhersteller | Position  | Gebiet                                                           |
| ----------- | ------------------------ | ------------ | ---------- | -------------------- | --------- | ---------------------------------------------------------------- |
| Azerspace-1 | 7. Februar 2013 21:36    | Ariane 5 ECA | Kourou     | Orbital Sciences     | 46° Ost   | Europa, Afrika, Zentralasien, Mittlerer Osten, Kaukasus          |
| Azerspace-2 | 25. September 2018 06:38 | Ariane 5 ECA | Kourou     | Space Systems/Loral  | 45,1° Ost | Europa, Mittlerer Osten, Subsahara-Afrika, Zentral- und Südasien |

## Bodenstationen
Seit 1974 gab es am Südost-Zentrum für die Erkundung natürlicher Ressourcen eine Empfangsstation für Erdbeobachtungssatelliten, wo auch deren Daten verarbeitet wurden. Anfang 2007 installierte die MAKA dann im Rahmen des Abkommens über wirtschaftliche Zusammenarbeit (İqtisadi Əməkdaşlıq Sazişi) zwischen der Republik Aserbaidschan und der Russischen Föderation einen Weltraumdaten-Empfangskomplex vom Typ UniScan-24, wie er auch in anderen Staaten der ehemaligen Sowjetunion verwendet wird.

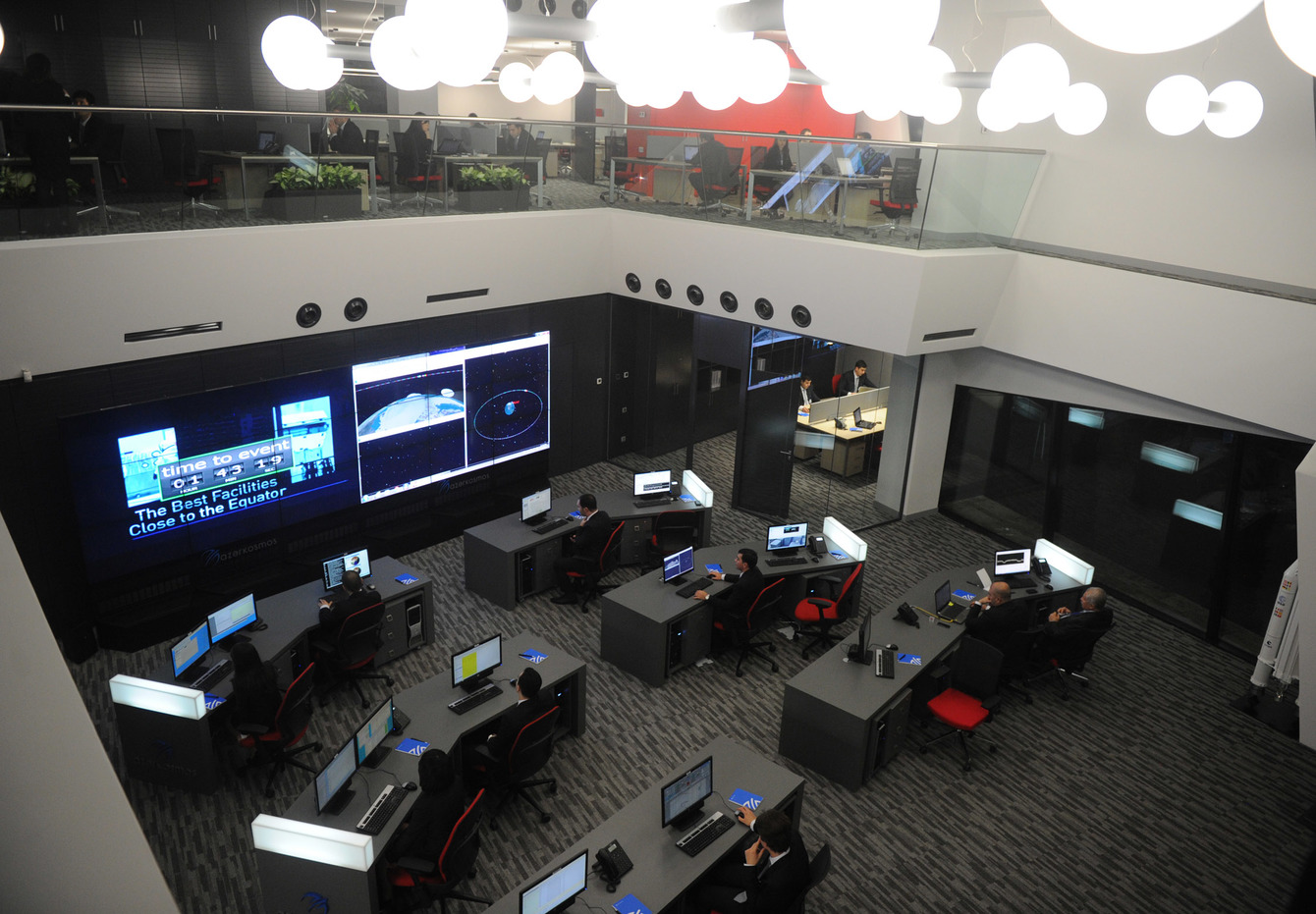
Kontrollraum der Bodenstation Baku

Für den Kommunikationssatelliten Azerspace-1 baute Azercosmos 30 km westlich von Baku im Ödland südlich des Dorfs Qobustan eine eigene Bodenstation, die mit von der Orbital Sciences Corporation gelieferten Geräten ausgestattet wurde. Die beiden Hauptantennen dort haben einen Durchmesser von 6,5 m und 5,5 m und besitzen jeweils Sendeempfänger für das S-Band und das X-Band. Eine als Reserve dienende zweite Bodenstation mit einer durch ein Radom geschützten Antenne wurde in der Autonomen Republik Nachitschewan gebaut, einer aserbaidschanischen Exklave zwischen Armenien und Iran.
Azerspace-1 wird gemeinsam mit der malaysischen Firma MEASAT Satellite Systems betrieben, welche die Rechte für die geostationäre Orbitalposition bei 46° östlicher Länge besitzt. Über diese Kooperation kann Azercosmos auch auf die Bodenstation jener Firma in Cyberjaya 50 km südlich von Kuala Lumpur zurückgreifen.
Die Bodenstation Baku kann gegen eine Gebühr auch von anderen Satellitenbetreibern genutzt werden.
So ist dort seit 2020 der japanische Bodenstation-Betreiber Infostellar vertreten, seit 2021 der chinesische TT&C-Dienstleister Emposat.
Letztere Firma unterzeichnete am 3. August 2023 einen Vertrag mit Azercosmos über die gemeinsame TT&C-Unterstützung für eine aus 126 Kommunikationssatelliten bestehende Konstellation der amerikanischen Space Development Agency, einer Einrichtung der United States Space Force.
Emposat besitzt auf dem Gelände der Bodenstation Baku zwei eigene S/X-Band-Antennen mit einem Durchmesser von 4,2 m und 7,3 m.